# Sénéchaussée de Guyenne
 (janvier 2017).
Si vous disposez d'ouvrages ou d'articles de référence ou si vous connaissez des sites web de qualité traitant du thème abordé ici, merci de compléter l'article en donnant les références utiles à sa vérifiabilité et en les liant à la section « Notes et références ».
La sénéchaussée de Guyenne est une circonscription administrative, financière et judiciaire française de l'Ancien Régime. Elle a été supprimée en 1790, lors de la Révolution française.

## Histoire
Étymologie : Guyenne ou Guienne est une évolution d'Aquitania, Aquitanie (Aquitaine).
La période de Guyenne anglaise s'étend du milieu du XIIe siècle au milieu du XVe siècle (mariage en 1152 d'Aliénor d'Aquitaine avec Henri Plantagenêt) ; fin de la Guerre de Cent Ans en 1453 (Bataille de Castillon).

## Organisation
Dès 1255, la sénéchaussée de Guyenne est répartie en trois sénéchaussées de moindre étendue : la sénéchaussée des Lannes, dont les villes principales sont Bayonne et Dax, le Bazadais (Bazas), et la sénéchaussée de Bordeaux (Guyenne moderne),.

## Liste des sénéchaux et lieutenants du roi d'Angleterre
Le sénéchal avait des fonctions principalement administratives. En cas de crise ou de guerre, le roi déléguait ses pouvoirs temporairement à un chef militaire appelé lieutenant du roi. Celui-ci cumulait parfois les fonctions de sénéchal. La liste des sénéchaux de 1170 à 1453 et des lieutenants de 1223 à 1452 est donnée par l’abbé Tauzin (Camille Tauzin, 1843-1929)